# Quararibea aurantiocalyx
Quararibea aurantiocalyx är en malvaväxtart som beskrevs av W.S. Alverson. Quararibea aurantiocalyx ingår i släktet Quararibea och familjen malvaväxter. Inga underarter finns listade i Catalogue of Life.